# Partit de la Independència Nacional Estoniana
 El Partit de la Independència Nacional Estoniana (estonià Eesti Rahvusliku Sõltumatuse Partei, ERSP) fou un partit polític estonià actiu entre 1988 i 1995.
La idea de fundar un partit independentista estonià havia sorgit el novembre de 1987, i aprofitaren el caliu de la perestroika per a sortir a la llum. El gener de 1988 convocà a Moscou després d'una conferència de premsa en la qual hi participaren Heiki Abonen, Ervi Orula, Eke-Part Nomm i Vello Vaartnou, i que fou publicada al Washington Post, al New York Times i al Chicago Tribune. L'agost d'aquell mateix any el partit fou fundat oficialment a Pilistveres. El seu òrgan era el diari Heynoku
A diferència del Front Popular d'Estònia, no sols farà reivindicacions econòmiques sinó també nacionals: reclama protecció a la llengua estoniana, la rehabilitació de la història no oficial, i respecte tant als drets humans com al medi ambient. El 24 de març de 1989 va convocar amb la Societat Estoniana per a la Preservació del Patrimoni Nacional (Eesti Muinsuskaitse Selts, EMS) una manifestació de 5.000 persones davant el monument a l'escriptor Anton Hansen Tammsaare en l'aniversari de la independència, i hi apareixerà hissada per primer cop la bandera tricolor estoniana. Per això, el 16 de juny Vaartnou i Nomm, així com Hubert Jakobs, fundador del grup defensor dels drets humans Carta 87, seran expulsats de l'URSS, mentre que Abonen fugirà a Suècia i Orula a Austràlia.
El lideratge del partit restarà en mans de Lagle Parek, qui havia estat deportada el 1949-1954 i desterrada del 1983 al 1987 a Sibèria, i d'Andi Meister. Convocaren una manifestació a l'estadi Kalev de Tallinn amb 150.000 persones exigint la dimissió de Karl Vaino, secretari general del Partit Comunista d'Estònia. Després, però, anaren a remolc del Front Popular d'Estònia. Participà en el Congrés d'Estònia de 1990 amb un centenar de ponents, i fou força actiu en els Comitès de Ciutadans.
Un cop independent Estònia, es presentaren a les eleccions legislatives estonianes de 1992 i van obetnir 40.260 vots (8,79%) i 10 escons. Participaran en la coalició de govern de l'Aliança Patriòtica (Isamaa), on Lagle Parek serà ministre d'interior. Ambdós partits es presentaran plegats a les eleccions legislatives de 1995, però només van obtenir 42.493 vots (7,86%) i	8 escons. Després d'aquest resultat, ambos partits es fusionaren el desembre de 1995 en la Unió Pro Pàtria.

## Resultats electorals
| Any  | Vots               | %                  | Escons   | +/- |
| ---- | ------------------ | ------------------ | -------- | --- |
| 1992 | 40,260             | 8.79               | 10 / 101 | Nou |
| 1995 | Coalició ERSP-RKEI | Coalició ERSP-RKEI | 2 / 101  | 8   |

## Caps del partit
- Lagle Parek (1988-1993)
- Ants Erm (1993)
- Tunne-Väldo Kelam (1993-1995)